# Longue

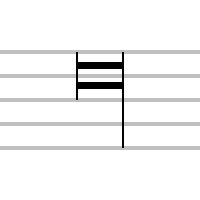
Une longue en notation mesurée blanche.

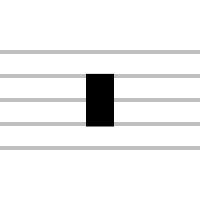
Un silence long (forme moderne).

Une longue est une figure de note dont la durée équivaut à deux ou trois carrées et qui apparaît dans la musique ancienne.

## Caractéristiques
Une longue est appelée en latin longa (pluriel longe ou longae).
Le nombre de carrées dans une longue dépend du « mode » du passage : en mode parfait, on compte trois carrées (et donc six rondes) pour une longue ; en mode imparfait, deux carrées (quatre rondes). Deux longues — rarement trois — ont la valeur combinée d'une maxime (en).

## Historique
Avant les innovations de Francon de Cologne au milieu du XIIIe siècle, la valeur de longue est d'un usage courant dans les sources théoriques et pratiques, mais apparait principalement sous forme de ligatures, deux notes ou plus jointes. Une ligature débutant par une longue est dite manquant de « propriété » (proprietas), une ligature finissant par une longue est « parfaite » (perfectio) : dans la terminologie de l'époque, une séquence rythmique « propre et parfaite » est une succession d'une carrée et d'une longue. En conséquence, il existe quatre types de ligatures possibles : celle débutant par une carrée et terminant par une longue, propre et parfaite, l'inverse qui n'est ni l'une ni l'autre, celle débutant et finissant par une longue, impropre mais parfaite, celle débutant et terminant par une brève, propre mais imparfaite,. La valeur théorique d'un maximodus perfectus ne peut être écrite qu'avec trois longue, ou une maxima et une longue.
Avant 1450, la longue est typiquement notée par une tête de note remplie, une tête de note vide ou rouge indiquant une longue imparfaite là où une longue parfaite serait attendue. Au cours du XVe siècle, la tête de note vide devient la norme. 
À la différence des autres silences utilités en notation mesurée, les silences de longue ont souvent une forme distincte suivant qu'ils occupent un espace parfait ou imparfait.
Bien qu'elle soit décrite jusqu'en 1667, cette figure de note ne possède alors plus qu'un intérêt purement théorique, les changements dans la notation musicale l'ayant rendue trop prolongée pour être d'un intérêt pratique. En revanche, le silence de longue apparait encore parfois pour noter un silence s'étendant sur quatre mesures.